# Velika nagrada Bahreina 2010.

### Kvalifikacije
| Poz | Br | Vozač              | Konstruktor          | 1. dio   | 2. dio   | 3. dio   | Poč. poz |
| --- | -- | ------------------ | -------------------- | -------- | -------- | -------- | -------- |
| 1   | 5  | Sebastian Vettel   | Red Bull-Renault     | 1:55.029 | 1:53.883 | 1:54.101 | 1        |
| 2   | 7  | Felipe Massa       | Ferrari              | 1:55.313 | 1:54.331 | 1:54.242 | 2        |
| 3   | 8  | Fernando Alonso    | Ferrari              | 1:54.612 | 1:54.172 | 1:54.608 | 3        |
| 4   | 2  | Lewis Hamilton     | McLaren-Mercedes     | 1:55.341 | 1:54.707 | 1:55.217 | 4        |
| 5   | 4  | Nico Rosberg       | Mercedes             | 1:55.463 | 1:54.682 | 1:55.241 | 5        |
| 6   | 6  | Mark Webber        | Red Bull-Renault     | 1:55.298 | 1:54.318 | 1:55.284 | 6        |
| 7   | 3  | Michael Schumacher | Mercedes             | 1:55.593 | 1:55.105 | 1:55.524 | 7        |
| 8   | 1  | Jenson Button      | McLaren-Mercedes     | 1:55.715 | 1:55.168 | 1:55.672 | 8        |
| 9   | 11 | Robert Kubica      | Renault              | 1:55.511 | 1:54.963 | 1:55.885 | 9        |
| 10  | 14 | Adrian Sutil       | Force India-Mercedes | 1:55.213 | 1:54.996 | 1:56.309 | 10       |
| 11  | 9  | Rubens Barrichello | Williams-Cosworth    | 1:55.969 | 1:55.330 |          | 11       |
| 12  | 15 | Vitantonio Liuzzi  | Force India-Mercedes | 1:55.628 | 1:55.623 |          | 12       |
| 13  | 10 | Nico Hülkenberg    | Williams-Cosworth    | 1:56.375 | 1:55.857 |          | 13       |
| 14  | 22 | Pedro de la Rosa   | BMW Sauber-Ferrari   | 1:56.428 | 1:56.237 |          | 14       |
| 15  | 16 | Sébastien Buemi    | Toro Rosso-Ferrari   | 1:56.189 | 1:56.265 |          | 15       |
| 16  | 23 | Kamui Kobayashi    | BMW Sauber-Ferrari   | 1:56.541 | 1:56.270 |          | 16       |
| 17  | 12 | Vitalij Petrov     | Renault              | 1:56.167 | 1:56.619 |          | 17       |
| 18  | 17 | Jaime Alguersuari  | Toro Rosso-Ferrari   | 1:57.071 |          |          | 18       |
| 19  | 24 | Timo Glock         | Virgin-Cosworth      | 1:59.728 |          |          | 19       |
| 20  | 18 | Jarno Trulli       | Lotus-Cosworth       | 1:59.852 |          |          | 20       |
| 21  | 19 | Heikki Kovalainen  | Lotus-Cosworth       | 2:00.313 |          |          | 21       |
| 22  | 25 | Lucas di Grassi    | Virgin-Cosworth      | 2:00.587 |          |          | 22       |
| 23  | 21 | Bruno Senna        | HRT-Cosworth         | 2:03.204 |          |          | 23       |
| 24  | 20 | Karun Chandhok     | HRT-Cosworth         | 2:04.904 |          |          | 24       |

### Utrka
| Poz | Br | Vozač              | KonstruKtor          | Krugova | Vrijeme/Odustao | Poč. poz. | Bodovi |
| --- | -- | ------------------ | -------------------- | ------- | --------------- | --------- | ------ |
| 1   | 8  | Fernando Alonso    | Ferrari              | 49      | 1:39:20.396     | 3         | 25     |
| 2   | 7  | Felipe Massa       | Ferrari              | 49      | +16.099         | 2         | 18     |
| 3   | 2  | Lewis Hamilton     | McLaren-Mercedes     | 49      | +23.182         | 4         | 15     |
| 4   | 5  | Sebastian Vettel   | Red Bull-Renault     | 49      | +38.799         | 1         | 12     |
| 5   | 4  | Nico Rosberg       | Mercedes             | 49      | +40.213         | 5         | 10     |
| 6   | 3  | Michael Schumacher | Mercedes             | 49      | +44.163         | 7         | 8      |
| 7   | 1  | Jenson Button      | McLaren-Mercedes     | 49      | +45.280         | 8         | 6      |
| 8   | 6  | Mark Webber        | Red Bull-Renault     | 49      | +46.360         | 6         | 4      |
| 9   | 15 | Vitantonio Liuzzi  | Force India-Mercedes | 49      | +53.008         | 12        | 2      |
| 10  | 9  | Rubens Barrichello | Williams-Cosworth    | 49      | +1:02.489       | 11        | 1      |
| 11  | 11 | Robert Kubica      | Renault              | 49      | +1:09.093       | 9         |        |
| 12  | 14 | Adrian Sutil       | Force India-Mercedes | 49      | +1:22.958       | 10        |        |
| 13  | 17 | Jaime Alguersuari  | Toro Rosso-Ferrari   | 49      | +1:32.656       | 18        |        |
| 14  | 10 | Nico Hülkenberg    | Williams-Cosworth    | 48      | +1 krug         | 13        |        |
| 15  | 19 | Heikki Kovalainen  | Lotus-Cosworth       | 47      | +2 kruga        | 21        |        |
| 16  | 16 | Sébastien Buemi    | Toro Rosso-Ferrari   | 46      | elektrika       | 15        |        |
| 17  | 18 | Jarno Trulli       | Lotus-Cosworth       | 46      | hidraulika      | 20        |        |
| Ret | 22 | Pedro de la Rosa   | BMW Sauber-Ferrari   | 28      | hidraulika      | 14        |        |
| Ret | 21 | Bruno Senna        | HRT-Cosworth         | 17      | pregrijavanje   | 23        |        |
| Ret | 24 | Timo Glock         | Virgin-Cosworth      | 16      | mjenjač         | 19        |        |
| Ret | 12 | Vitalij Petrov     | Renault              | 13      | suspenzija      | 17        |        |
| Ret | 23 | Kamui Kobayashi    | BMW Sauber-Ferrari   | 11      | hidraulika      | 16        |        |
| Ret | 25 | Lucas di Grassi    | Virgin-Cosworth      | 2       | hidraulika      | 22        |        |
| Ret | 20 | Karun Chandhok     | HRT-Cosworth         | 1       | sudar           | 24        |        |